# Sableye
Sableye és una de les espècies que apareixen a la franquícia Pokémon. És de tipus sinistre i fantasma.
Segons GamesRadar+, el disseny d'aquest Pokémon es basa en els presumptes extraterrestres vistos a Kentucky en l'encontre de Kelly-Hopkinsville (1955), un dels encontres amb extraterrestres més famosos del segle xx.